# Ołeksandr Maksymow
Ołeksandr Ołeksandrowycz Maksymow, ukr. Олександр Олександрович Максимов (ur. 13 lutego 1985 roku w Zaporożu, Ukraińska SRR) – ukraiński piłkarz występujący na pozycji pomocnik, reprezentant Ukrainy.

## Kariera piłkarska

### Kariera klubowa
Wychowanek SDJuSzOR Metałurh Zaporoże. W 2001 rozpoczął karierę piłkarską w drużynie Borysfen-2 Boryspol. Latem 2002 został zaproszony do Dynama Kijów, ale występował tylko w trzeciej i w drugiej drużynie Dynama Kijów. Na początku 2004 przeszedł do Metalista Charków, a od 2005 bronił barw Arsenału Charków. Po założeniu latem 2005 FK Charków przeniósł się do niego. W 2007 przeszedł do Dnipra Dniepropetrowsk. W 2008 został wypożyczony do Krywbasa Krzywy Róg. W czerwcu 2011 podpisał kontrakt z Arsenałem Kijów. Podczas przerwy zimowej sezonu 2012/13 powrócił do Krywbasu. Po zakończeniu sezonu 2012/13 przeszedł do Metałurha Zaporoże. 7 lutego 2014 przeniósł się do FK Sewastopol. Po rozformowaniu klubu w maju 2014 opuścił Krym. 5 października 2014 został piłkarzem Olimpika Donieck, w którym występował do grudnia 2014. Na początku lutego 2015 podpisał kontrakt z białoruskim klubem Tarpieda-BiełAZ Żodzino, w którym grał do stycznia 2016. Po półrocznej przerwie 2 sierpnia 2016 został piłkarzem maltańskiego Pembroke Athleta FC.

### Kariera reprezentacyjna
Na młodzieżowych Mistrzostwach Europy U-21 rozgrywanych w 2006 roku w Portugalii jako zawodnik reprezentacji Ukrainy zdobył tytuł wicemistrza Europy.
12 października 2005 debiutował w reprezentacji Ukrainy w meczu towarzyskim z Japonią, wygranym 1:0, wchodząc na boisko w 65 min za Anatolija Tymoszczuka.

## Sukcesy i odznaczenia

### Sukcesy klubowe
- wicemistrz Pierwszej Lihi Ukrainy: 2005

### Sukcesy reprezentacyjne
- wicemistrz Europy U-21: 2006